# Volker Löw
Volker Löw (* 21. Juni 1941 in Offenburg) ist ein Generalmajor außer Dienst des Heeres der Bundeswehr.

## Leben

### Ausbildung und erste Verwendungen
Löw trat nach dem Abitur am 1. April 1960 als Grundwehrdienstleistender beim Panzergrenadierbataillon 293 in Immendingen in die Bundeswehr ein. Von 1962 bis 1968 hatte er eine Verwendung als Zugführer im Panzergrenadierlehrbataillon 351 in Hammelburg, die durch ein Studium in den Jahren 1963 und 1964 unterbrochen war. Von 1968 bis 1971 war er Kompaniechef der 5. Kompanie des Panzergrenadierlehrbataillon 351 in Hammelburg, währenddessen der Verband am 1. Juli 1970 in das Jägerlehrbataillon 351 umgewandelt und der Jägertruppe zugeordnet wurde. Von 1971 bis 1972 war er S3-Offizier für Mobilisierung und Alarmwesen in der 5. Panzerdivision in Diez.

### Dienst als Stabsoffizier
Von 1972 bis 1974 absolvierte Löw den 15. Generalstabslehrgang Heer an der Führungsakademie der Bundeswehr in Hamburg, wo er zum Offizier im Generalstabsdienst ausgebildet wurde. Anschließend war er von 1974 bis 1976 G3-Offizier im Hauptquartier der Central Army Group und von 1976 bis 1978 G3 der Panzerbrigade 12 in Amberg. 1978 folgte eine Verwendung als Referent im Referat VI 1 des Führungsstabs des Heeres im Bundesministerium der Verteidigung in Bonn. 1980 wurde Löw Bataillonskommandeur des Panzergrenadierbataillon 243. Zum 1. Oktober 1981 wurde der Verband in Panzergrenadierbataillon 223 umbenannt. Danach wurde er 1982 Dozent Truppenführung und Tutor an der Führungsakademie der Bundeswehr in Hamburg und 1984 Chef des Stabes der 12. Panzerdivision in Veitshöchheim. Im Folgenden wurde er 1987 zum Hauptquartier Allied Forces Central Europe der NATO in Brunssum, Niederlande, versetzt, wo er Chef des persönlichen Stabes des Oberbefehlshabers (CINCENT) wurde. Als Oberst war er 1991 Brigadekommandeur der Luftlandebrigade 27 in Lippstadt bis zu deren Auflösung 1993.

### Dienst als General
Vom 26. März 1993 bis zum 28. März 1994 war Löw Brigadekommandeur der Luftlandebrigade 31 in Oldenburg. Auf diesem Dienstposten erfolgte die Ernennung zum Brigadegeneral. Danach wurde er stellvertretender Divisionskommandeur des Kommandos Luftbewegliche Kräfte/4. Division in Regensburg und von 1995 bis 1999 deren Divisionskommandeur. Am 20. September 1996 stellte Löw, als Kommandeur der nächsthöheren Kommandobehörde, in der Graf-Zeppelin-Kaserne in Calw das Kommando Spezialkräfte in Dienst.
Ab 1. September 1999 war er stellvertretender Befehlshaber des Joint Command South in Verona. Mit Ablauf des September 2001 wurde er in den Ruhestand versetzt.

### Privates
Löw ist verheiratet, hat eine Tochter und ist römisch-katholischen Glaubens.

## Auszeichnungen
- Ehrenkreuz der Bundeswehr in Gold
- Officer de l'Ordre national du Mérite
- Meritorious Service Medal